# Satana
Satana là một thành phố và là nơi đặt hội đồng đô thị (municipal council) của quận Nashik thuộc bang Maharashtra, Ấn Độ.

## Địa lý
Satana có vị trí 20°35′B 74°12′Đ / 20,58°B 74,2°Đ Nó có độ cao trung bình là 544 mét (1784 feet).

## Nhân khẩu
Theo điều tra dân số năm 2001 của Ấn Độ, Satana có dân số 32.551 người. Phái nam chiếm 52% tổng số dân và phái nữ chiếm 48%. Satana có tỷ lệ 75% biết đọc biết viết, cao hơn tỷ lệ trung bình toàn quốc là 59,5%: tỷ lệ cho phái nam là 79%, và tỷ lệ cho phái nữ là 70%. Tại Satana, 12% dân số nhỏ hơn 6 tuổi.